# Trophée de France de 1995
Trophée de France de 1995 foi a nona edição do Trophée de France, um evento anual de patinação artística no gelo organizado pela Federação Francesa de Esportes no Gelo (em francês:  Federation Française des Sports de Glace), e que fez parte do Champions Series de 1995–96. A competição foi disputada entre os dias 14 de novembro e 17 de novembro, na cidade de Bordeaux, França.

## Eventos
- Individual masculino
- Individual feminino
- Duplas
- Dança no gelo

## Medalhistas
| Evento                        | Ouro                                       | Prata                                       | Bronze                                     |
| Individual masculino detalhes | Ilia Kulik · Rússia                        | Éric Millot · França                        | Elvis Stojko · Canadá                      |
| Individual feminino detalhes  | Josée Chouinard · Canadá                   | Lu Chen · China                             | Surya Bonaly · França                      |
| Duplas detalhes               | Elena Berezhnaya · Oleg Shliakov · Letônia | Oksana Kazakova · Artur Dmitriev · Rússia   | Jenni Meno · Todd Sand · Estados Unidos    |
| Dança no gelo detalhes        | Pasha Grishuk · Evgeni Platov · Rússia     | Marina Anissina · Gwendal Peizerat · França | Irina Romanova · Igor Yaroshenko · Ucrânia |

## Resultados

### Individual masculino
| Pos.              | Nome               | Nacionalidade  | Pontos | PC | PL |
| ----------------- | ------------------ | -------------- | ------ | -- | -- |
| Medalha de ouro   | Ilia Kulik         | Rússia         | 2.5    | 3  | 1  |
| Medalha de prata  | Éric Millot        | França         | 3.0    | 2  | 2  |
| Medalha de bronze | Elvis Stojko       | Canadá         | 3.5    | 1  | 3  |
| 4                 | Damon Allen        | Estados Unidos | 6.0    | 4  | 4  |
| 5                 | Cornel Gheorghe    | Romênia        | 9.0    | 6  | 6  |
| 6                 | Fabrizio Garattoni | Itália         | 9.5    | 5  | 7  |
| 7                 | Evgeni Pliuta      | Ucrânia        | 10.0   | 10 | 5  |
| 8                 | Thierry Cerez      | França         | 12.0   | 8  | 8  |
| 9                 | Francis Gastellu   | França         | 13.5   | 9  | 9  |
| 10                | Ronny Winkler      | Alemanha       | 13.5   | 7  | 10 |
| 11                | Makoto Okazaki     | Japão          | 16.5   | 11 | 11 |

### Individual feminino
| Pos.              | Nome               | Nacionalidade  | Pontos | PC | PL |
| ----------------- | ------------------ | -------------- | ------ | -- | -- |
| Medalha de ouro   | Josée Chouinard    | Canadá         | 2.5    | 1  | 2  |
| Medalha de prata  | Lu Chen            | China          | 4.5    | 7  | 1  |
| Medalha de bronze | Surya Bonaly       | França         | 4.5    | 3  | 3  |
| 4                 | Irina Slutskaya    | Rússia         | 6.0    | 4  | 4  |
| 5                 | Tonia Kwiatkowski  | Estados Unidos | 8.0    | 6  | 5  |
| 6                 | Krisztina Czakó    | Hungria        | 8.0    | 2  | 7  |
| 7                 | Szusanna Szwed     | Polônia        | 8.5    | 5  | 6  |
| 8                 | Astrid Hochstetter | Alemanha       | 12.0   | 8  | 8  |
| 9                 | Marie-Pierre Leray | França         | 13.5   | 9  | 9  |

### Duplas
| Pos.              | Nome                                 | Nacionalidade  | Pontos | PC | PL |
| ----------------- | ------------------------------------ | -------------- | ------ | -- | -- |
| Medalha de ouro   | Elena Berezhnaya / Oleg Shliakov     | Letônia        | 1.5    | 1  | 1  |
| Medalha de prata  | Oksana Kazakova / Artur Dmitriev     | Rússia         | 4.0    | 4  | 2  |
| Medalha de bronze | Jenni Meno / Todd Sand               | Estados Unidos | 4.0    | 2  | 3  |
| 4                 | Marina Khaltourina / Andrei Krioukov | Cazaquistão    | 6.5    | 5  | 4  |
| 5                 | Maria Petrova / Anton Sikharulidze   | Rússia         | 6.5    | 3  | 5  |
| 6                 | Kristy Sargeant / Kris Wirtz         | Canadá         | 9.0    | 6  | 6  |
| 7                 | Sarah Abitbol / Stéphane Bernadis    | França         | 10.5   | 7  | 7  |
| 8                 | Dorota Zagórska / Mariusz Siudek     | Polônia        | 12.0   | 8  | 8  |
| 9                 | Line Haddad / Sylvain Privé          | França         | 13.5   | 9  | 9  |

### Dança no gelo
| Pos.              | Nome                                    | Nacionalidade    | Pontos | DC | DO | DL |
| ----------------- | --------------------------------------- | ---------------- | ------ | -- | -- | -- |
| Medalha de ouro   | Pasha Grishuk / Evgeni Platov           | Rússia           | 2.0    | 1  | 1  | 1  |
| Medalha de prata  | Marina Anissina / Gwendal Peizerat      | França           | 4.0    | 2  | 2  | 2  |
| Medalha de bronze | Irina Romanova / Igor Yaroshenko        | Ucrânia          | 6.0    | 3  | 3  | 3  |
| 4                 | Kateřina Mrázová / Martin Šimeček       | República Tcheca | 8.0    | 4  | 4  | 4  |
| 5                 | Sylwia Nowak / Sebastian Kolasiński     | Polônia          | 10.4   | 6  | 5  | 5  |
| 6                 | Barbara Fusar-Poli / Maurizio Margaglio | Itália           | 12.6   | 5  | 6  | 7  |
| 7                 | Barbara Piton / Alexandre Piton         | França           | 13.0   | 7  | 7  | 6  |
| 8                 | Marianne Haguenauer / Romain Haguenauer | França           | 16.0   | 8  | 8  | 8  |
| 9                 | Nakako Tsuzuki / Juris Razgulajevs      | Japão            | 18.4   | 10 | 9  | 9  |
| 10                | Janet Emerson / Steve Kavanagh          | Canadá           | 20.2   | 9  | 11 | 10 |
| 11                | Enikő Berkes / Endre Szentirmai         | Hungria          | 21.4   | 11 | 10 | 11 |
| 12                | Kate Robinson / Peter Breen             | Estados Unidos   | 24.0   | 12 | 12 | 12 |

## Quadro de medalhas
| Ordem | País           | Medalha de ouro | Medalha de prata | Medalha de bronze |    | Ordem por total |
| ----- | -------------- | --------------- | ---------------- | ----------------- | -- | --------------- |
| 1     | Rússia         | 2               | 1                |                   | 3  | 1               |
| 2     | Canadá         | 1               |                  | 1                 | 2  | 3               |
| 3     | Letônia        | 1               |                  |                   | 1  | 4               |
| 4     | França         |                 | 2                | 1                 | 3  | 1               |
| 5     | China          |                 | 1                |                   | 1  | 4               |
| 6     | Estados Unidos |                 |                  | 1                 | 1  | 4               |
| 6     | Ucrânia        |                 |                  | 1                 | 1  | 4               |
| TOTAL | TOTAL          | 4               | 4                | 4                 | 12 | —               |